# АЕС Фламанвіль
АЕС Фламанвіль (фр. Centrale nucléaire de Flamanville) — діюча атомна електростанція на північному заході Франції в регіоні Нижня Нормандія.
Станція розташована на півострові Котантен на березі протоки Ла-Манш на території комуни Фламанвіль в департаменті Манш за 23 км на південний захід від міста Шербур.
До складу АЕС входять три енергоблоки, на яких встановлені реактори з водою під тиском (PWR) P4 розробки Framatome.

## Інциденти
25 жовтня 2012 року на АЕС Фламанвіль трапилася аварія — стався витік радіації всередині одного з реакторів. У момент інциденту цей реактор перебував на технічному обслуговуванні, на останній стадії запуску. В результаті реактор був знову повністю зупинений. Витік була настільки незначний, що навіть не потрібна була евакуація персоналу.
9 лютого 2017 року близько 10.00 в машинному залі енергоблоку № 1 стався вибух, за повідомленням видання Ouest-France з посиланням на свої джерела. Після вибуху на АЕС сталася пожежа, але це сталося «поза ядерної зони». П'ять осіб отримали легке отруєння, їхній стан не викликав побоювань. У префектурі заявили, що немає жодного ризику радіаційного зараження. Після інциденту реактор №1 був тимчасово зупинений.

## Будівництво Фламанвіль-3
З грудня 2007 року на проммайданчику АЕС триває спорудження нового Європейського реактора третього покоління EPR (англ. European Pressurized Reactor) потужністю 1650 МВт. Будівництво нового реактора викликає масові протести. На думку ряду експертів, частка атомної енергетики у Франції надто велика, що вже створює певні проблеми для енергосистеми країни. Запуск третього енергоблоку планувався на 2012 рік, але через численні технічні проблеми був перенесений на 2016 рік. У 2015 році на верхній і нижній частинах корпусу реактора був виявлений виробничий брак — підвищений вміст вуглецю в сталі, що знижує міцність корпусу нижче закладеної норми. Це в свою чергу веде до можливих ризиків безпечної роботи третього реактора АЕС Фламанвіль. Компанія-розробник розвиває процедуру оцінки, яка дозволила б оцінити, чи допустима проектна експлуатація реактора з виявленим браком.
Будівництво Фламанвіль-3 пов'язане зі значними збитками. За оцінкою розробника EPR вартість його спорудження повинна була становити 1 мільярд євро. Контракт на будівництво передбачав витрати на рівні 3 мільярди євро. На 2015 рік витрати досягли 8,5 мільярда євро.
Пуск третього енергоблоку здійснено у грудні 2024 року.

## Інформація по енергоблоках
| Енергоблок   | Тип реакторів     | Потужність | Потужність | Початок будівництва | Фізпуск    | Підключення до мережі | Введення в експлуатацію | Закриття |
| Енергоблок   | Тип реакторів     | Чиста      | Брутто     | Початок будівництва | Фізпуск    | Підключення до мережі | Введення в експлуатацію | Закриття |
| ------------ | ----------------- | ---------- | ---------- | ------------------- | ---------- | --------------------- | ----------------------- | -------- |
| Фламанвіль-1 | PWR, P'4 REP 1300 | 1330 МВт   | 1382 МВт   | 01.12.1979          | 29.09.1985 | 04.12.1985            | 01.12.1986              | —        |
| Фламанвіль-2 | PWR, P'4 REP 1300 | 1330 МВт   | 1382 МВт   | 01.05.1980          | 12.06.1986 | 18.07.1986            | 09.03.1987              | —        |
| Фламанвіль-3 | PWR, EPR          | 1600 МВт   | 1650 МВт   | 03.12.2007          | 03.09.2024 | 21.12.2024            | —                       | —        |